# Нові Санжари (станція)
Нові́ Санжа́ри — проміжна залізнична станція 3-го класу Полтавської дирекції Південної залізниці на лінії Полтава-Південна — Кременчук між станціями Мала Перещепинська (6 км) та Ліщинівка (13 км). Розташована в селі Руденківка Полтавського району Полтавської області, за адресою: вулиця Миру, 6.
Станція надає послуги з пасажирського, поштового, багажного та вантажного перевезення.

## Пасажирське сполучення
На станції зупиняються пасажирські поїзди далекого та приміського сполучення.
Приміське сполучення здійснюється у напрямку Полтава — Кременчук.